# 張一善
張 一善（チャン・イルソン、朝鮮語: 장일선）は、朝鮮民主主義人民共和国の政治家。国土環境保護相、平安北道人民委員会副委員長などを歴任した。

## 経歴
出生地や生年月日は不明。1984年1月に平安北道社労青委員長に任命され、1996年11月に平安北道行政経済委員会副委員長に転じた。1998年9月に行政経済委員会が人民委員会に統合されると、人民委員会副委員長に移った。1999年4月に都市経営・国土環境保護省が分離し、国土環境保護省が設置されると国土環境保護相に任命され、同年11月から朝鮮自然保護連盟中央委員会委員長を兼任した。2002年4月には最高人民会議第10期代議員に補選され、9月18日に京義線の南北連結工事の着工式に出席した。
2003年8月に最高人民会議第11期代議員に再選され、9月3日に開催された最高人民会議第11期第1回会議で国家環境保護相に再任された。2005年5月にはモンゴル自然環境省の当局者と会談し、国土環境部門での協力を強化することに合意した。2006年3月に国土環境保護相を解任された。